# 天主教路易维尔总教区
天主教路易維爾總教區（拉丁語：Archidioecesis Ludovicopolitana）是美國一個羅馬天主教教省總教區，也是該國三十二個總教區之一。
總教區有20萬教友和193名司鐸，面積為8124平方英里。總教區管轄肯塔基州中部，並轄六個教區。現任總主教為若瑟·E·庫爾茨。
巴茲敦教區於1808年4月8日成立，教座於1841年2月13日遷至路易維爾。教區於1937年12月10日升為總教區。